# Neue Aula (Wien)

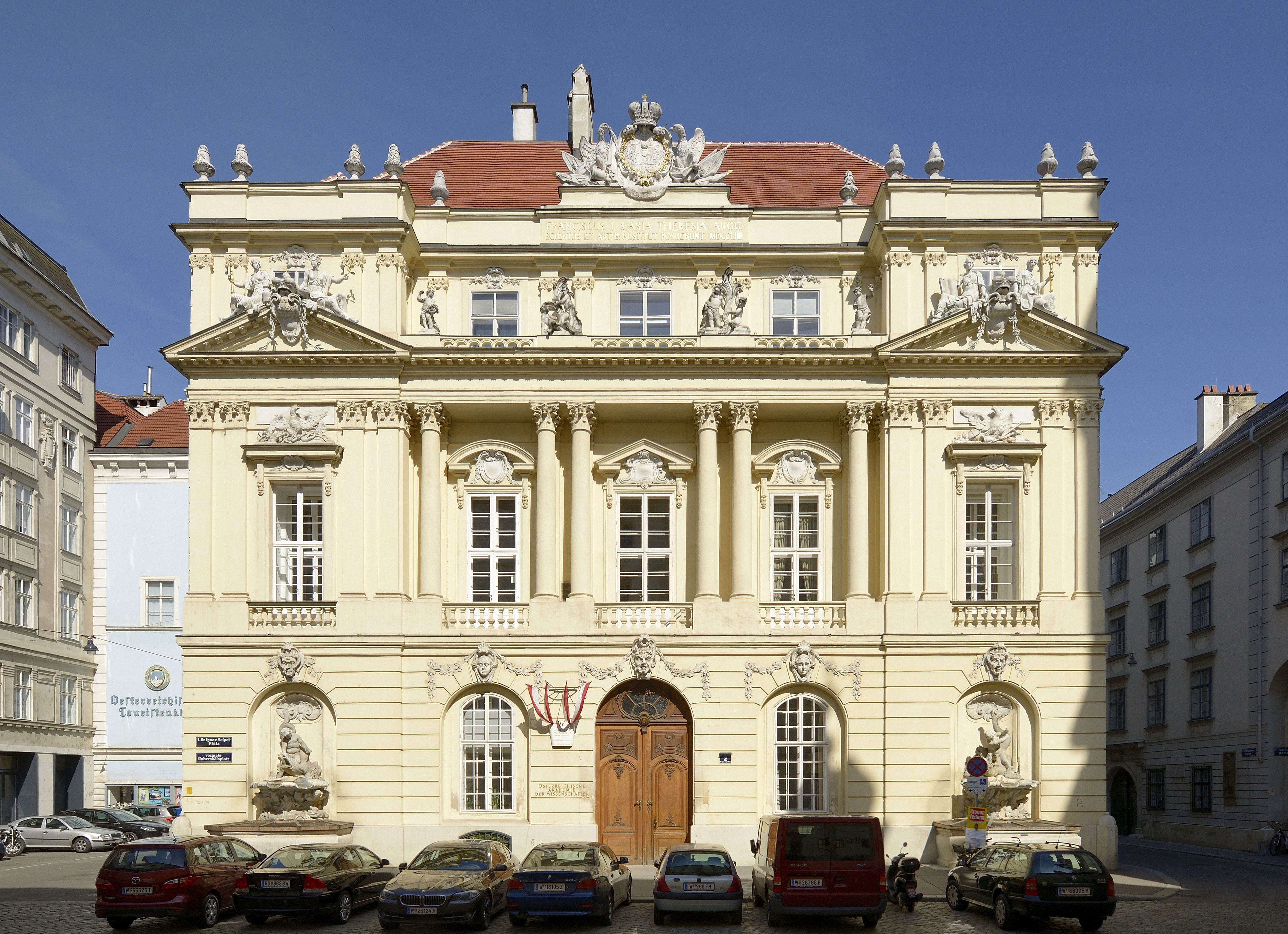
Hauptfront zum Platz hin

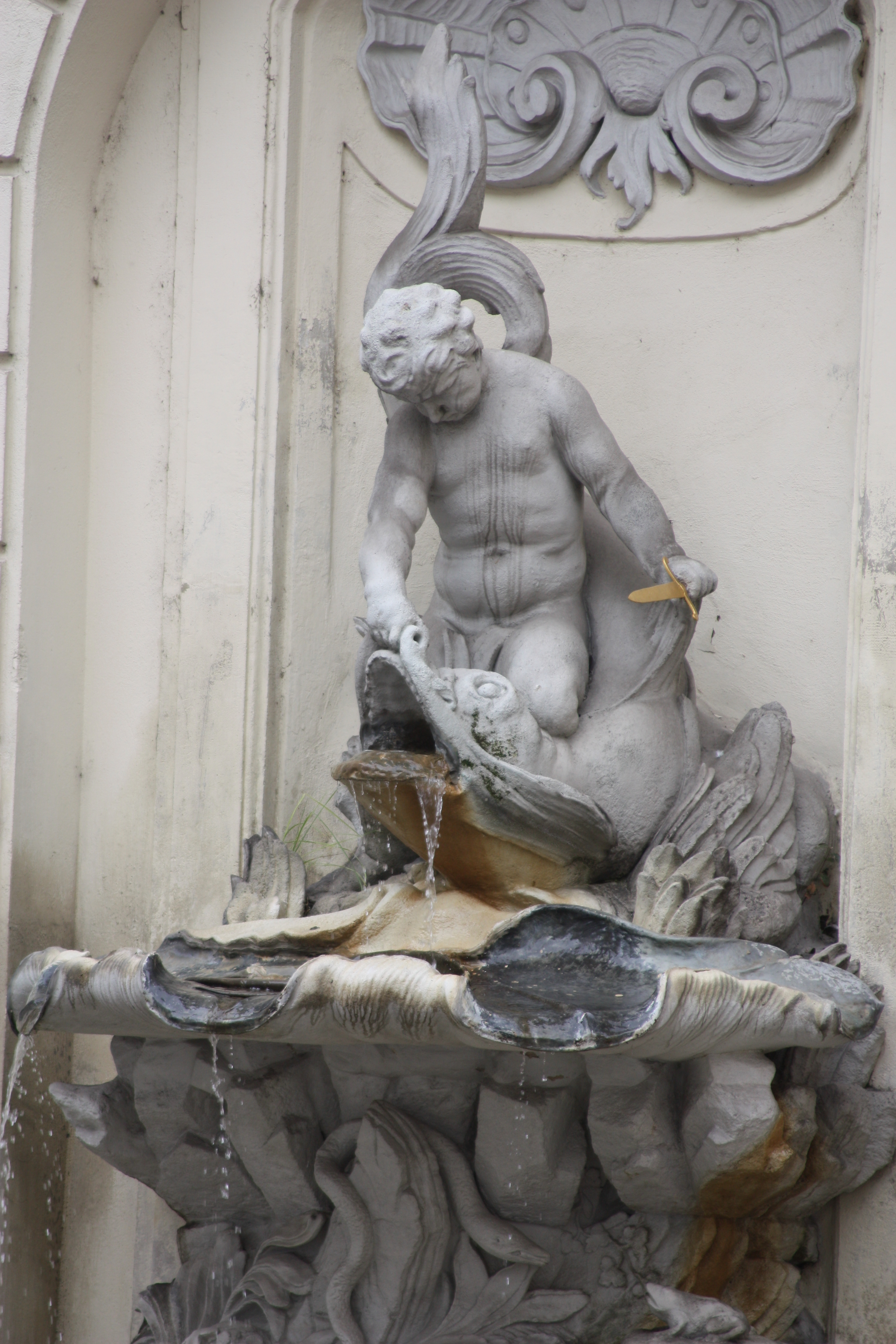
Der linke der beiden Wandzierbrunnen

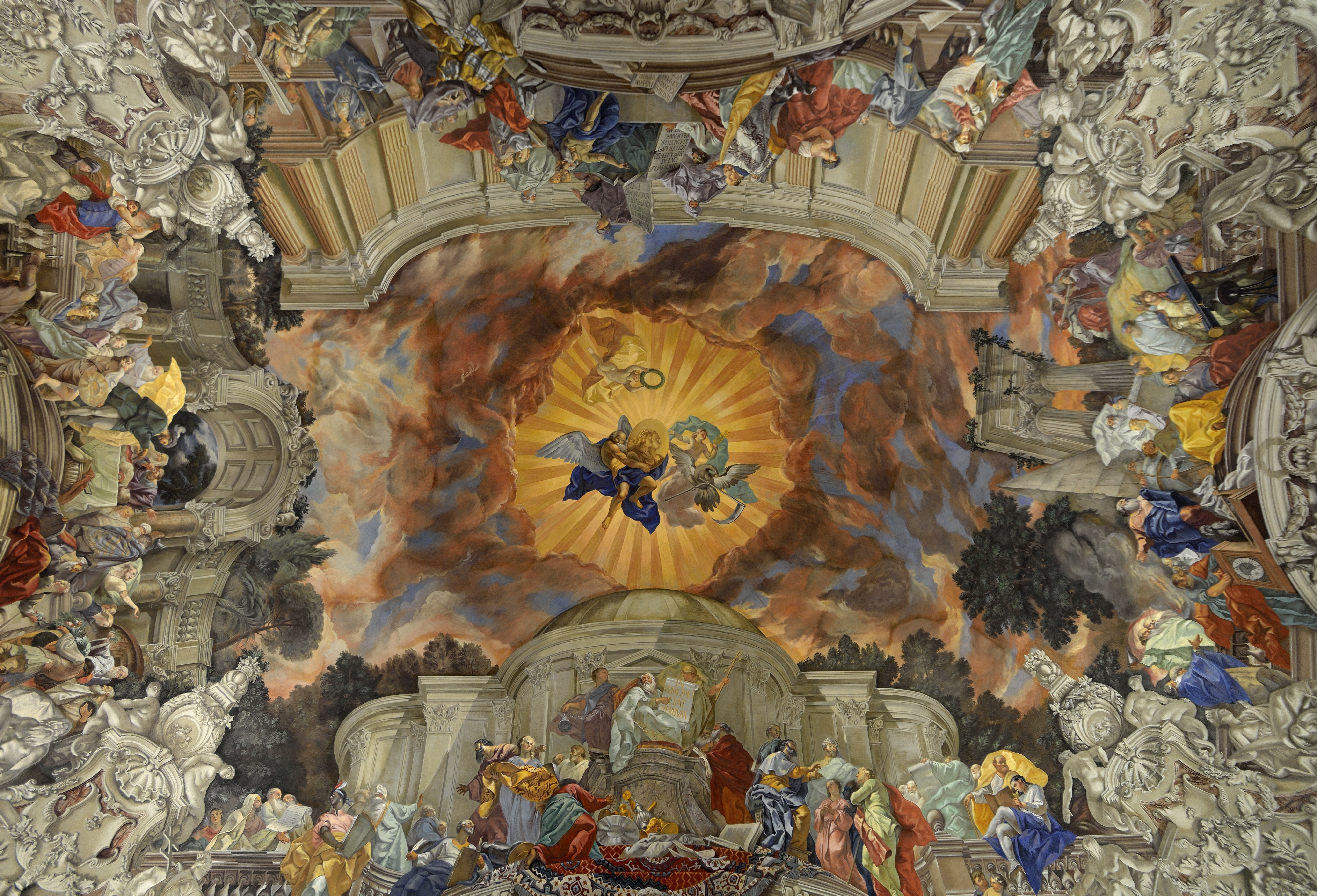
Das Deckenfresko im Festsaal

Die Neue Aula ist ein barockklassizistischer Monumentalbau im 1. Wiener Gemeindebezirk. Sie liegt am Dr.-Ignaz-Seipel-Platz 2, ist ein Teil des Gebäudekomplexes der Alten Universität und steht als solcher unter Denkmalschutz. Das Gebäude ist der offizielle Hauptsitz der Akademie der Wissenschaften und wird daher synonym auch so bezeichnet.
Es wurde 1753–1755 unter der Leitung des lothringischen Architekten Jean Nicolas Jadot de Ville-Issey errichtet. Mitarbeiter waren Johann Enzenhofer, Daniel Christoph Dietrich und Johann Adam Münzer. Es gilt als einer der bedeutendsten Bauten der Regierungszeit Maria Theresias, die das Gebäude 1756 auch eröffnete. Als richtungsweisend gilt vor allem die kubische Verblockung des Baukörpers und die Reduktion des plastischen Oberflächenvolumens zugunsten einer abstrahierten Schichtstruktur. Bereits 1758 erfolgten erste kleinere Restaurierungsarbeiten durch Nikolaus Pacassi, zahlreiche weitere folgten, zuletzt 2021.
Die ursprüngliche Funktion des Gebäudes war, als Versammlungsraum der Universität Wien zu dienen, sie konnte alle vier damaligen Fakultäten (Medizin, Philosophie, Theologie und Recht) aufnehmen. Diese Funktion hatte es bis in die 1850er-Jahre, als der Standort aufgegeben wurde, 1857 wurde es von der Akademie übernommen.
An diesem Gebäude war auch eine von Maximilian Hell eingerichtete neue Universitätssternwarte untergebracht, die 1825 großzügig ausgebaut wurde (mit einem Doppelturm für die Teleskope) und bis in die 1870er-Jahre in Betrieb war, 1882 wurde die neue Sternwarte auf der Türkenschanze in Währing eröffnet und die Aufbauten in Folge rückgebaut.

## Äußeres
Der dreigeschoßige Bau steht frei, die fünfachsige Hauptfassade ist zum Platz hin gerichtet und vom französischen Palastbau inspiriert. Die drei anderen Fassaden zur Bäckerstraße, Sonnenfelsgasse und Windhaaggasse sind schlichter gestaltet. Das Sockelgeschoß ist durchgängig genutet und weist tief eingeschnittene Rundbogenöffnungen auf, die von Masken und Festons bekrönt werden. In den beiden seitlichen Nischen befinden sich zwei Wandzierbrunnen, die jeweils einen Knaben mit Delphin darstellen und von einem unbekannten Künstler, möglicherweise Franz Joseph Lenzbauer stammen. Die loggienartige Verbindung zwischen den beiden Eckrisaliten markiert die Beletage und ist mit korinthischen Doppelsäulen gegliedert, die sich als ebensolche Pilaster an den Risaliten fortsetzen. Die Fenster mit alternierenden Giebelverdachungen sind reich verziert. Die Risalite werden von jeweils einem Gebälk abgeschlossen, weisen Wappenkartuschen (Altösterreich und Neuösterreich) auf und werden von weiblichen Allegorien der Fakultäten flankiert. Darüber erhebt sich das Attikageschoß, das mit einem Allianzwappen von Habsburg und Lothringen bekrönt ist und die Bauinschrift enthält.

## Inneres
Bedeutend ist auch das Innere des Gebäudes, das aufwändigen Freskenschmuck aufweist. Im Eingangsbereich befindet sich die Säulenhalle mit stuckiertem Platzlgewölbe und toskanischen Säulen, diese setzen sich auch in den seitlichen Erdgeschoßräumen sowie in den Treppenhäusern mit gegenläufigen Pfeilertreppen fort. In einem der Erdgeschoßräume befindet sich eine monumentale Kreidezeichnung Sitzung der kaiserlichen akademie der Wissenschaften aus dem Jahr 1912 von Olga Prager. An den Wänden der Säulenhalle sind Stein- oder Gipsbüsten bedeutender Wissenschaftler angebracht.
Im ersten Obergeschoß befinden sich der Sitzungssaal, der Johannessaal und vor allem der Festsaal. Der Sitzungssaal ist ebenfalls platzlgewölbt und weist tiefe Fensternischen mit Kalotten auf und ist mit einem Rokokokachelofen und einem Luster aus der Bauzeit ausgestattet. An den Wänden hängen Porträts der Akademiepräsidenten. Der Johannessaal war ursprünglich als Lehrsaal der theologischen Fakultät gedacht und weist dementsprechend ein Deckenfresko Taufe Christi von Franz Anton Maulbertsch auf. Die Seitenwände sind ebenfalls bemalt, teilweise mit illusionistischen Elementen wie Scheintüren. Hinter einer der Scheintüren wurde bei der Renovierung 2021 allerdings ein tatsächlicher, zwischenzeitlich zugemauerter, Gang entdeckt.

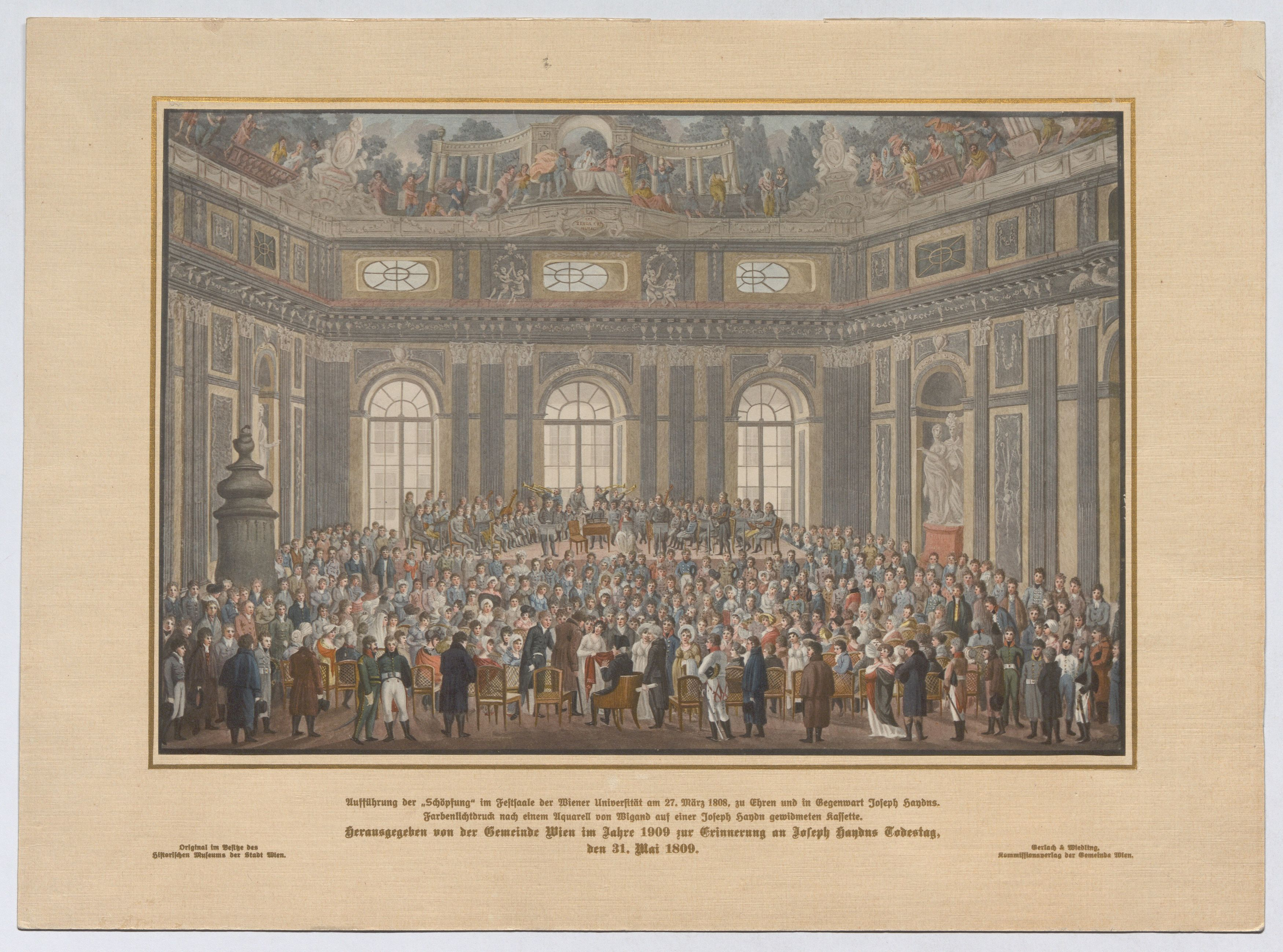
Aufführung der Schöpfung am 27. März 1808 im Festsaal der Neuen Aula. Haydn (mit Hut, sitzend) ist unten in der Mitte dargestellt.

Der Festsaal ist prächtig stuckiert und bemalt, das Raumkonzept geht auf den Architekten, das literarische Programm der Deckenmalereien auf Pietro Metastasio zurück. Dieses Deckenfresko stammt von Gregorio Guglielmi, wurde 1961 durch einen Brand zerstört und bis 1965 rekonstruiert. Es beinhaltet Allegorien der vier Fakultäten und Grisaille-Figuren in den Ecken, die Flussgötter darstellen. In der Mitte ist eine Darstellung des geöffneten Himmels mit Chronos, der ein Medaillon mit den Porträts von Kaiserin Maria Theresia und Kaiser Franz Stephan hält. Darunter befinden sich korinthische Riesenpilaster auf durchgehenden Sockeln, zwischen denen sich stuckierte Wandfelder und Halbrundnischen mit überlebensgroßen allegorischen Figuren befinden (Weltliche und kirchliche Macht, friedliche und kriegerische Macht, Wohltätigkeit und Freigiebigkeit, Genien der Wissenschaft). Die gesamte Wandausstattung ist in Stuckmarmor ausgeführt. In diesem Saal hatte Joseph Haydn am 27. März 1808 seinen letzten öffentlichen Auftritt, als er einer von Salieri dirigierten Aufführung seiner „Schöpfung“ beiwohnte.
In einem anschließenden Gang mit gegenläufiger Stiege, an den Portale mit muschelförmigen Keilsteinen grenzen, befinden sich Porträts von Kaiser Franz Joseph und Edmund von Mojsisovics, letzteres von Albin Egger-Lienz stammend.
Im zweiten Obergerschoß schließlich befindet sich der Ratssaal. Das dortige Deckenfresko Allegorie der Künste von Maulbertsch ist nur mehr als Fragment erhalten.
Der Übergang zur rückgebauten ehemaligen Sternwarte ist im zweiten Obergeschoß im Stiegenhaus noch erkennbar.

### Die Büsten in der Säulenhalle
An den Wänden der Säulenhalle befinden sich Büsten aus Stein und Gips. Sie stellen verdiente Wissenschaftler, Präsidenten oder Förderer der Akademie dar.

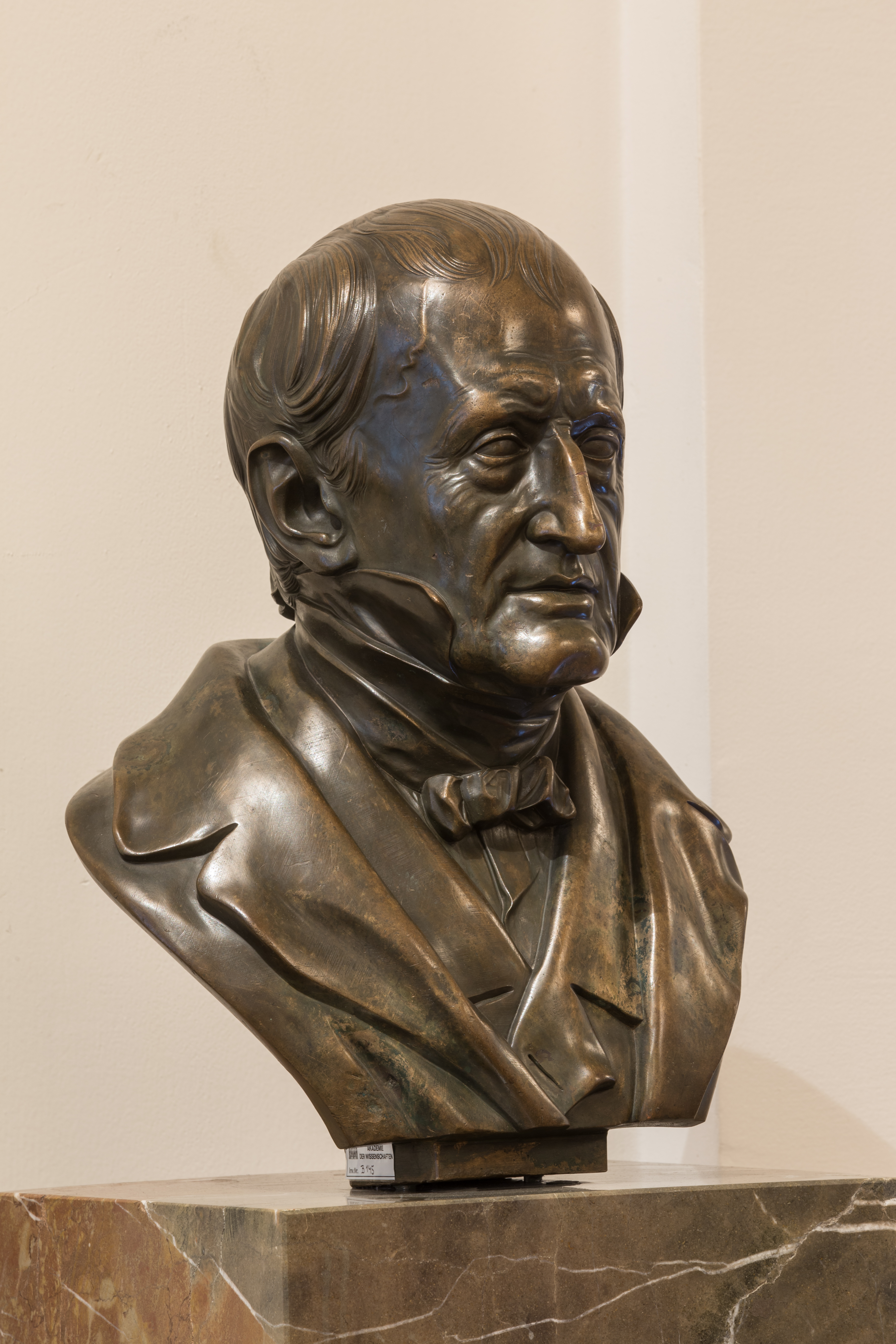
Joseph von Hammer-Purgstall, erster Präsident 1847–1849
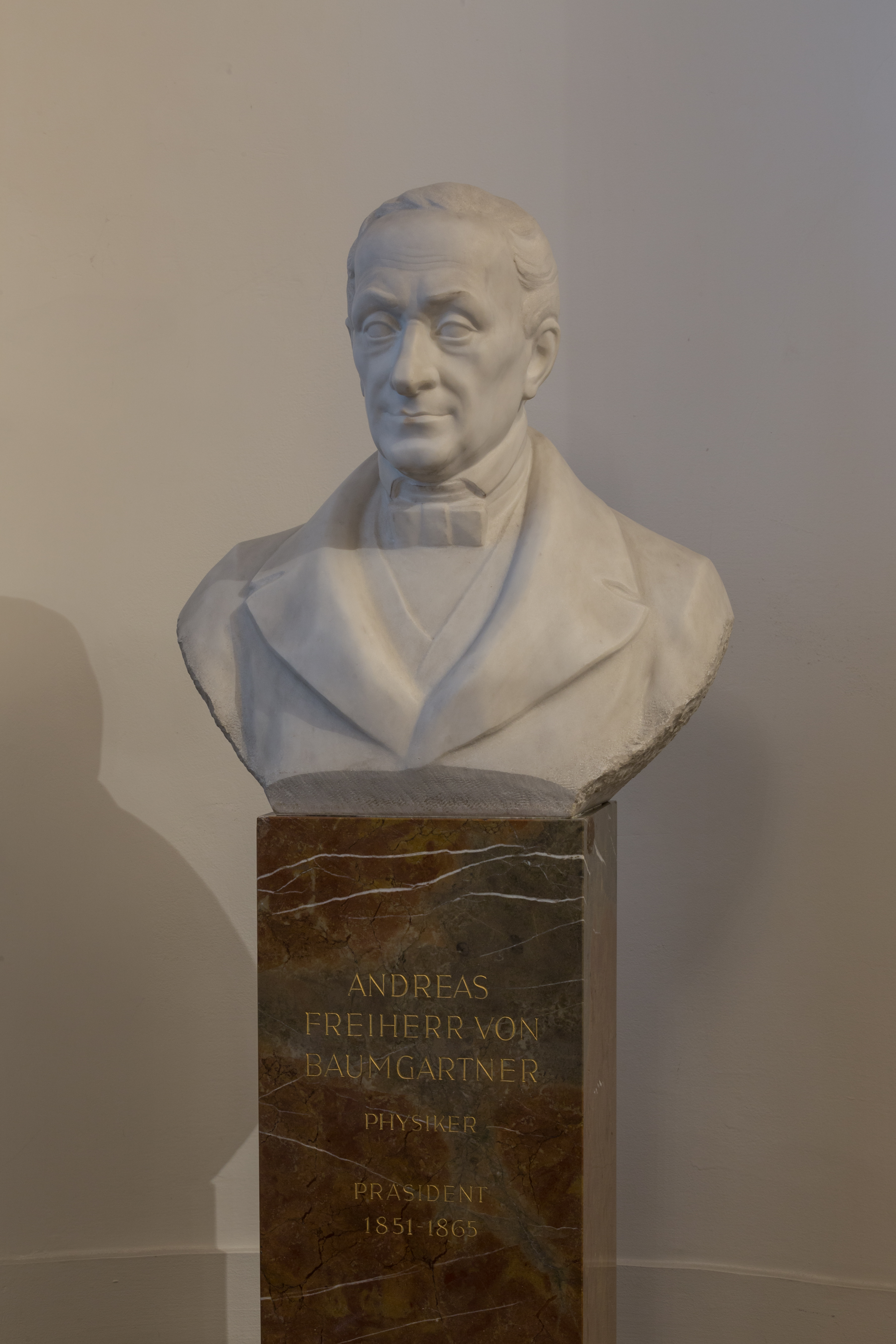
Andreas von Baumgartner, Präsident 1849–1865, Büste von Robert Ullmann 1961
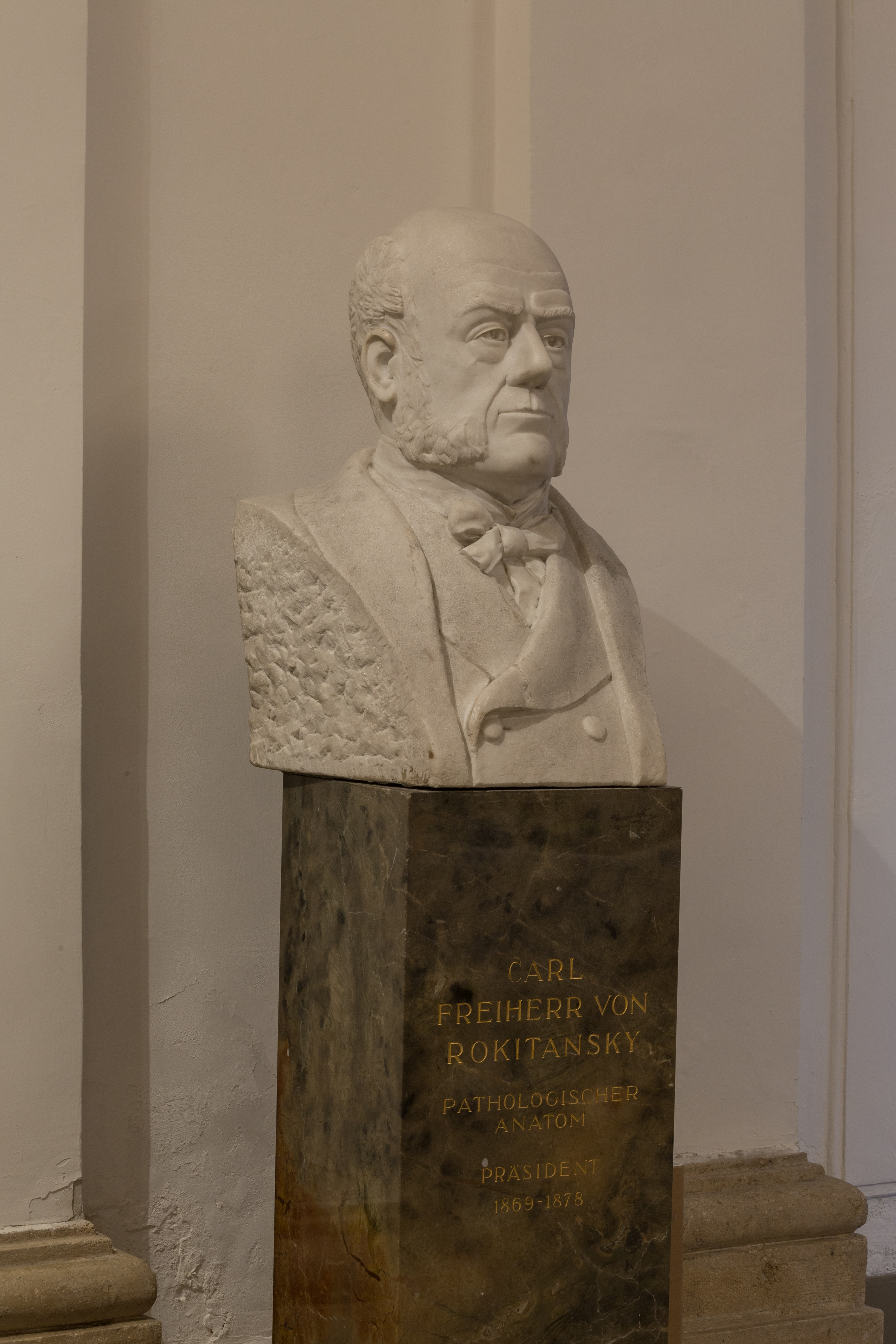
Carl von Rokitansky, Präsident 1869–1878, Büste von Franz Waldmüller 1963
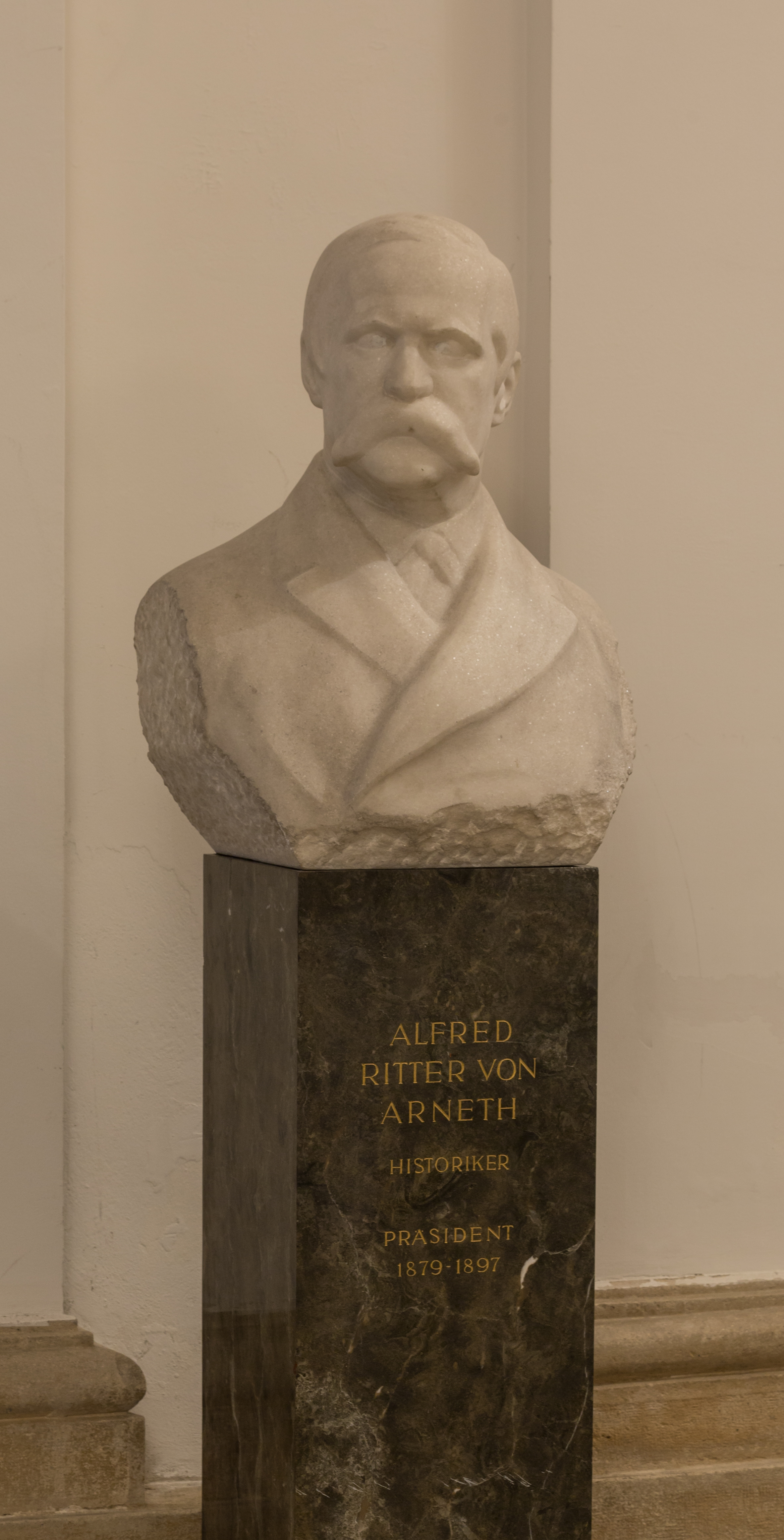
Alfred von Arneth, Präsident 1879–1897, Büste von Robert Ullmann 1962
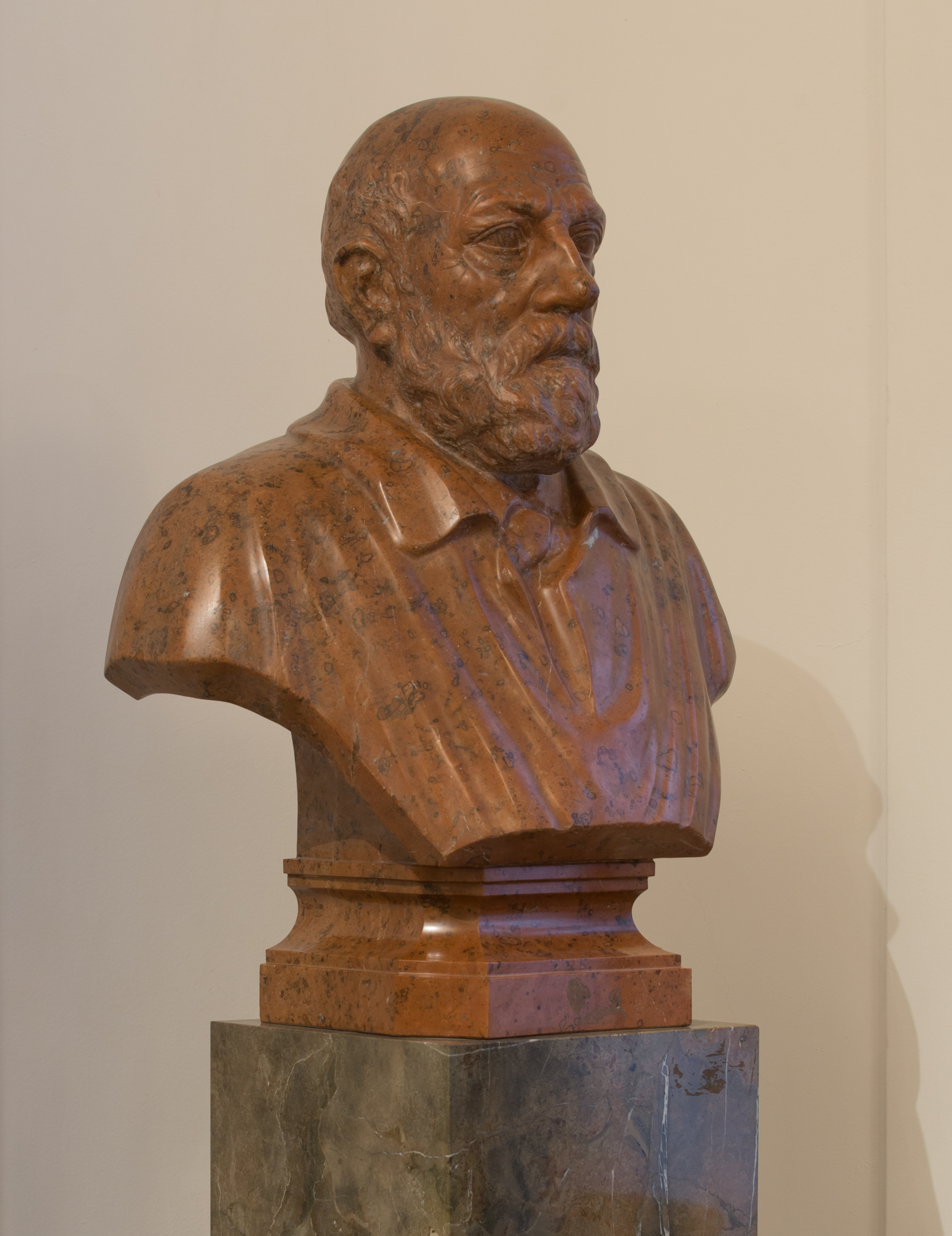
Eduard Suess, Präsident 1898–1911, Büste von Wilhelm Frass 1957
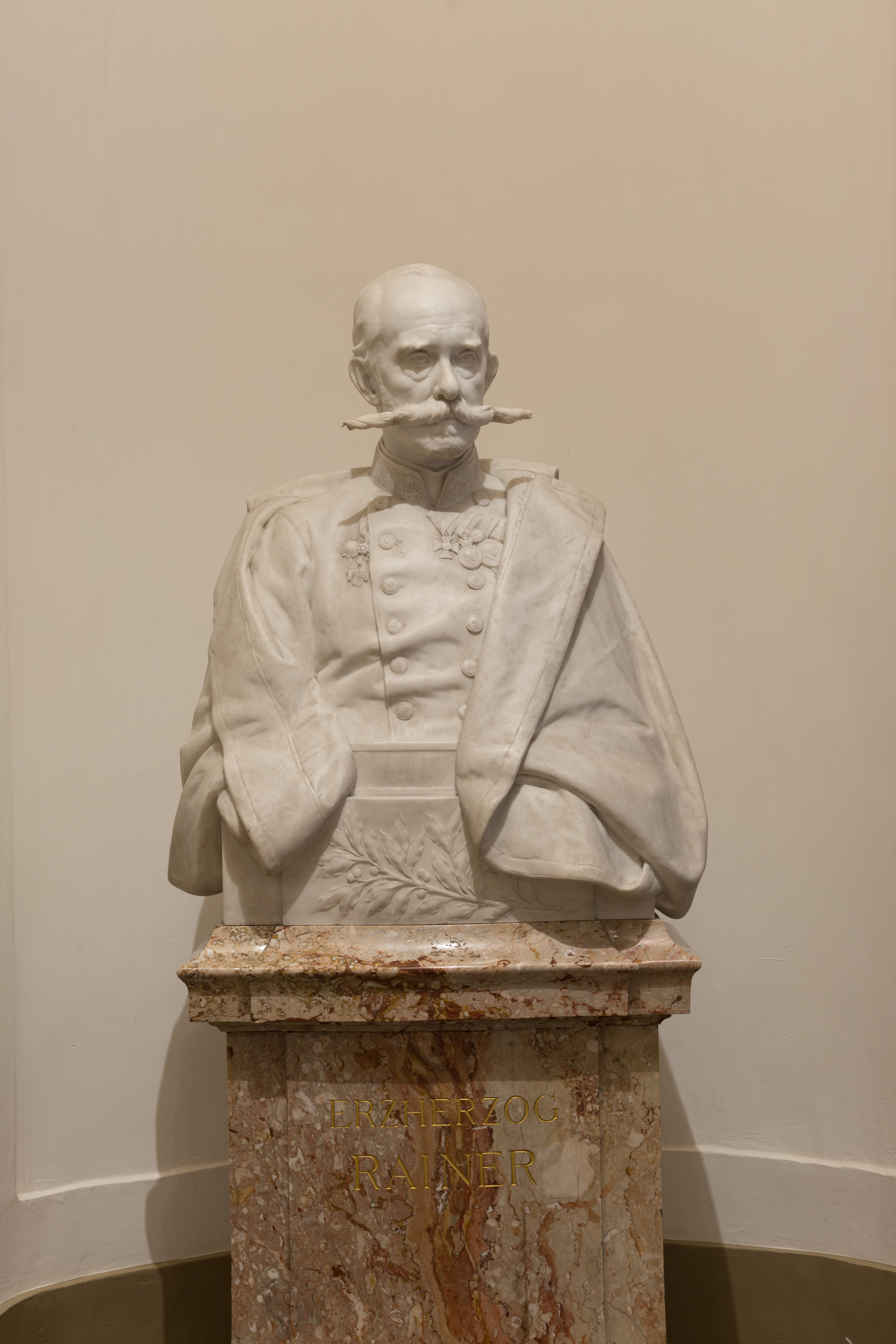
Erzherzog Rainer, Förderer, Büste von Carl Kundmann 1908
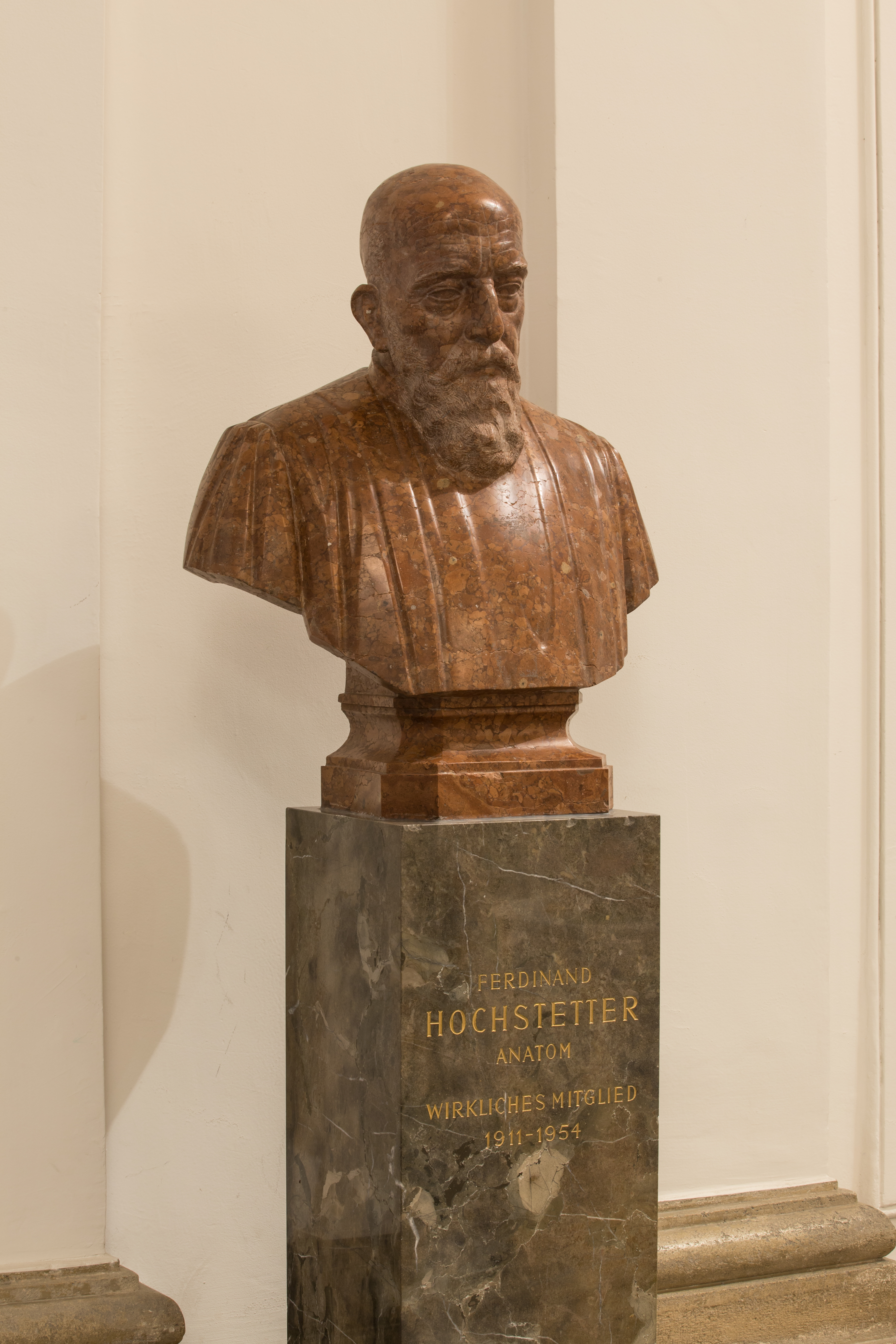
Ferdinand Hochstetter, Mitglied seit 1911, Büste von Wilhelm Frass 1954
Hans Przibram, Leiter der mit der Akademie assoziierten Biologischen Versuchsanstalt, Opfer des Nationalsozialismus, Duplikat einer Büste von André Roder 1933
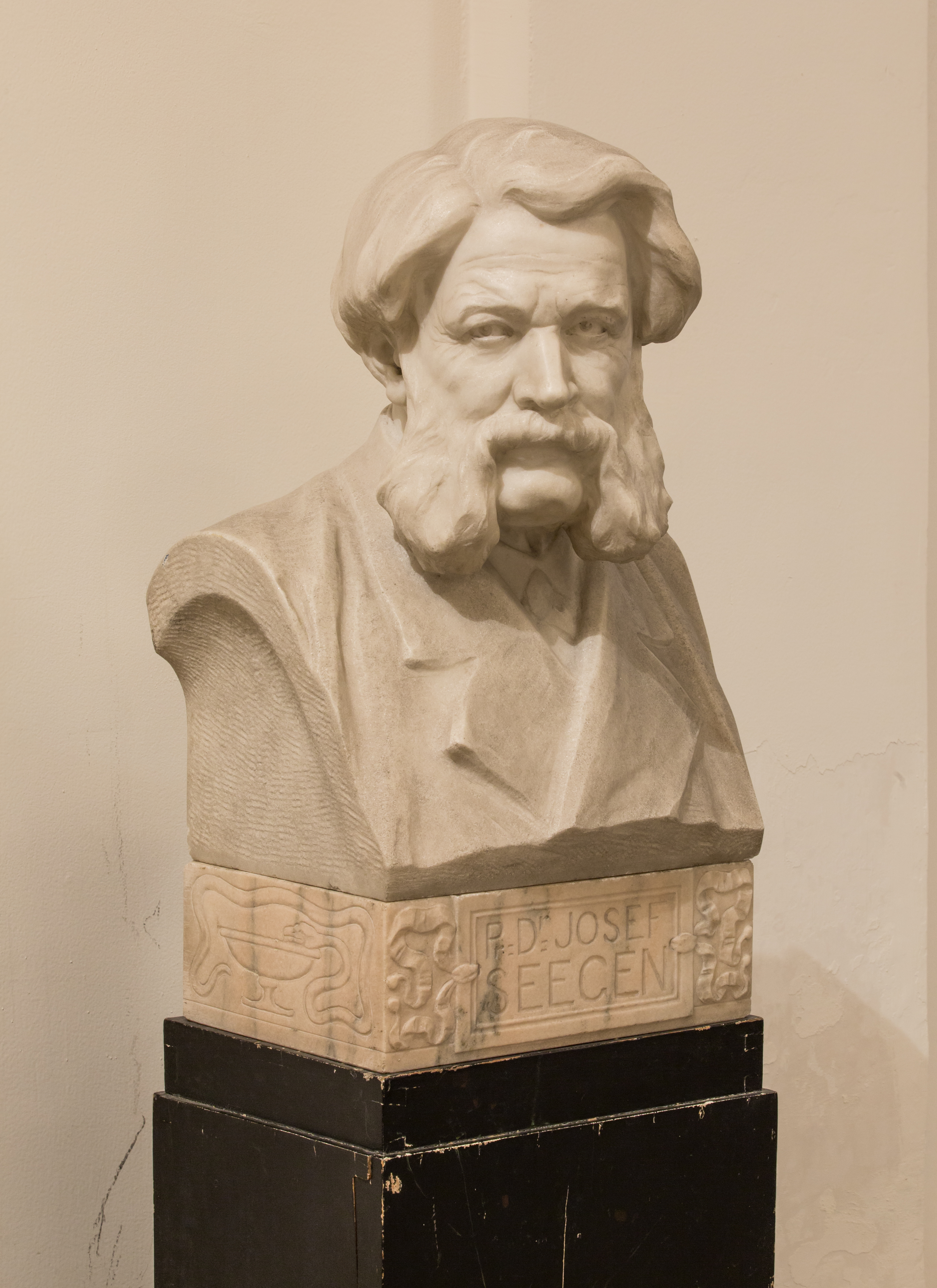
Josef Seegen, Korrespondierendes Mitglied und Förderer, Duplikat einer Büste von Richard Kauffungen 1908
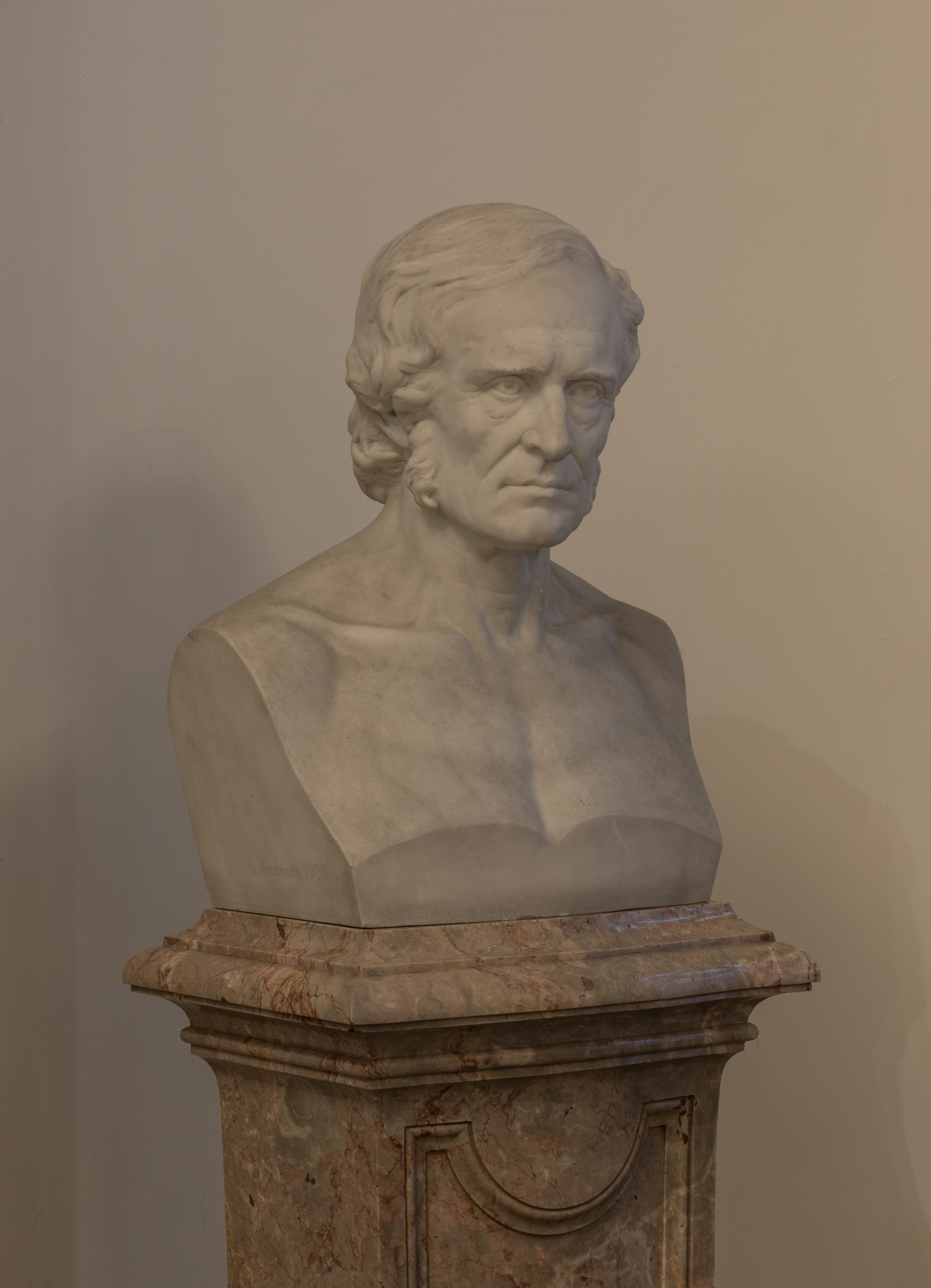
Joseph Treitl Förderer, Büste von Carl Kundmann 1907

## Sonstiges
Das Gebäude war auf zwei Schilling-Banknoten dargestellt, bei der Serie von 1927 auf dem Hundert-Schilling-Schein, in der von 1983 ebenfalls auf dem Hundert-Schilling-Schein (als Rückseite zum Porträt von Böhm-Bawerk).